# 여성을 위한 아시아 평화 국민 기금
여성을 위한 아시아 평화 국민 기금(일본어: 女性のためのアジア平和国民基金 조세이노 타메노 아지아 헤이와 코쿠민 키킨[*], Asian Women's Fund)은 태평양 전쟁 중 일본에 의하여 강제로 일본군 위안부로 동원되어 피해를 입은 여성들에 대한 보상 사업과 여성의 명예와 존엄 등에 관련된 현재의 문제의 해결을 목적으로 하여 설립된 재단법인이다. 아시아여성기금이라고도 한다.
자·사·사 연립 정권인 무라야마 내각이 성립한 뒤, 1995년 7월에 발족하여, 같은 해 12월에 총리부와 외무성이 공동 관리하는 법인으로 설립이 허가되었다. 이 후 〈‘위안부’ 문제 조사 보고〉·1999년나 위안부와 관계된 정부의 공문서를 모아 자료집을 출판하였다. 또한 한국과 대만, 필리핀 등의 일본군 '위안부' 피해 국민을 대상으로 하여 모금한 ‘보상금’을 총리의 편지와 함께 전달하였다. 외무성이 관리하는 법인이었으며, 2007년 3월에 해산하였다.

## 기금의 역사
- 1993년 8월 일본 정부의 ‘이른바 종군위안부 문제에 대해’(제2차 조사)의 조사 결과에 근거하여, 고노 요헤이 내각관방장관이 〈위안부 관계 조사결과 발표에 관한 고노 내각관방장관 담화〉, 이른바 고노 담화를 발표.
- 1994년 8월 무라야마 도미이치 내각총리대신은 담화에서 ‘종군위안부 문제’에 대해 민간 기금을 설립하여 위문금을 지급하는 구상을 발표.
- 1995년 6월 중의원에서 〈역사를 교훈으로 평화로의 결의를 새롭게 하는 결의〉, 이른바 부전결의를 의결.
- 1995년 7월 총리부와 외무성의 관할으로 ‘재단법인 여성을 위한 아시아 평화 국민 기금’이 설립.
- 1997년 1월 한국인 종군위안부 피해자를 시작으로, 종군위안부 피해자에 대한 위문금의 지급을 개시.
- 2000년 9월 제2차 모리 내각의 나카가와 히데나오 내각관방장관이 기자회견을 통해, 기금에 대한 정부의 인식을 표명.
- 2001년 1월 외무성의 관할 법인이 됨.
- 2007년 3월 해산.

### 이사장
- 초대 - 하라 분베에
- 2대 - 무라야마 도미이치

## 주요 사업
- 종군위안부 강제 동원 피해자의 생활 지원(보상 사업).
- 여성의 명예 존엄과 일반적으로 관련된 사업(가정폭력의 방지 등).

### 보상 사업
- 일본과 해외에서 약 6억엔을 모금하여 지원 사업을 전개하고 있다.
- 보상 사업은 일본 국민의 모금에 의한 ‘보상금’(1인당 2백만 엔, 총액은 5억 7천여만 엔) 지급과 정부 예산에서 지출된 의료·복지 지원 사업(총액은 5억 1천여만 엔)과 내각총리대신의 사과의 편지로 이루어진다.
- 필리핀, 대한민국, 중화민국에서 위안부 피해자로 인정된 285명에 보상 사업이 진행되었다.
- 네덜란드에서는 의료·복지 지원 사업과 내각총리대신의 사과의 편지로 79명에 대해 보상 사업이 진행되었다.

- 이상 두가지 사업은 2002년 9월까지 모두 종료되었다.

- 인도네시아에서는 정부 예산을 이용하여 고령자 사회 복지 추진 사업을 인도네시아 정부와 합의하여 실시하고 있다. 이 사업은 2007년 3월 말에 종료되었다.

## 논란
아시아 여성기금은 사무국의 운영비는 일본 정부가 부담하면서도, ‘보상금’은 일본 국민을 대상으로 하여 모금하여 지급한다. 이는 일본인 위안부 또한 일본 정부에 의해 자행된 종군 위안부의 강제 동원은 본인의 의사에 반하여 강제로 동원된 일본군측의 ‘강제성’이 인정되었으므로 어디까지나 일본 정부 및 일본의 배상책임에 대한 이유가 아닌 도의적인 이유에 한정하여 기금을 설립한 것이다
대한민국의 강제 동원 피해자 207명중 ‘일본정부가 아닌 사설단체의 지원’은 받을 수 없다는 이유로, 147명이 수령을 거부하였다. 또한 2007년 2월 15일에 미국 하원에서 열린 위안부 청문회에서 오스트레일리아 국적을 가진 네덜란드인 종군위안부 피해자 ‘얀 러프 오헤른’은 “아시아여성기금은 개별 기업에서 나온 것으로 위안부 여성에게 모욕”답변하기도 했다. 또한 한국인 피해자 ‘이용수’는 “우리가 자발적으로 일본 군인들에게 성과 위안을 제공했다는 뜻이 바로 ‘위안부’”이며, “강제로 끌려간 우리가 더러운 ‘위안부’이름으로 주는 돈은 받을 수 없다”[http://news.khan.co.kr/kh_news/khan_art_view.html?artid=200702161702471&code=910100고 답변했다.
앰네스티 한국지부와 한국정신대문제대책협의회는 2005년 10월 28일 기자회견을 통해 종군위안부 보고서 〈60년이 넘도록 계속되는 기다림〉을 발표했다. 이 보고서에서는 ‘일본이 1995년 설립한 아시아 여성기금은 국제적 배상기준에 부합하지 못하며, 국제적·법적 책임을 교묘하게 피해가기 위한 수단으로 악용되고 있다’고 비판했으며, 앰네스티는 일본 정부측에 “법적 책임을 지고, 가능한 모든 행정수단을 동원하여 배상해야 한다”고 권고했다.

## 같이 보기
- 위안부